# Archidiecezja Werapoly
Archidiecezja Werapoly (łac. Archidioecesis Verapolitanus, ang. Archdiocese of Verapoly) – rzymskokatolicka archidiecezja ze stolicą w Koczinie w stanie Kerala, w Indiach. Arcybiskupi Werapoly są również metropolitami metropolii o tej samej nazwie.

## Historia
3 grudnia 1659 papież Aleksander VII erygował wikariat apostolski Malabaru. 13 marca 1709 papież Klemens XI zmienił nazwę wikariatu na wikariat apostolski Werapoly. 1 września 1886 papież Leon XIII podniósł wikariat do rangi archidiecezji metropolitarnej Werapoly.